# Kvismaresjöarna

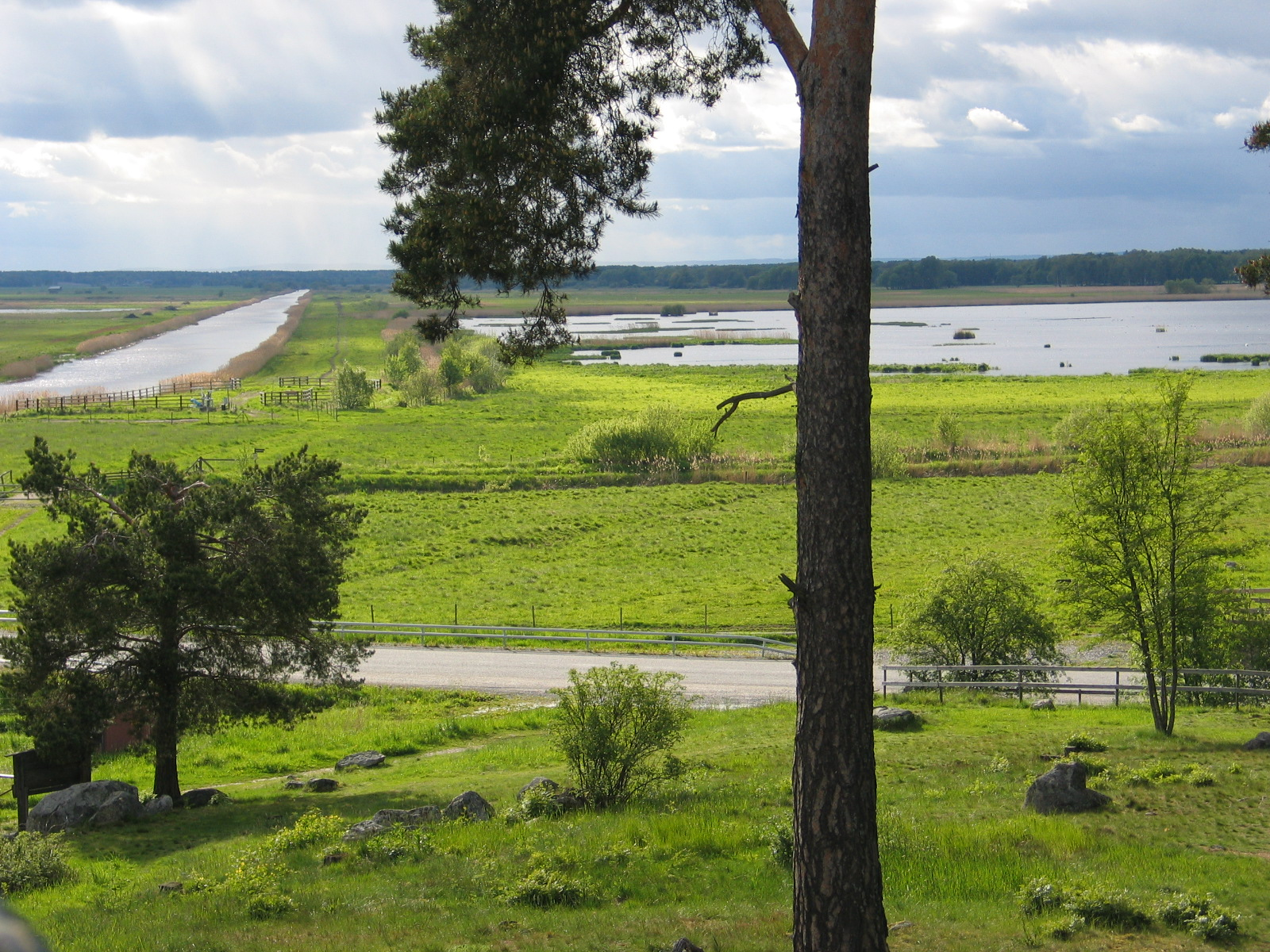
Kvismare kanal och en del av de återskapade Kvismaresjöarna.

Kvismaresjöarna var två insjöar i Närke som bestod av Västra Kvismaren och Östra Kvismaren. Dessa var grunda slättsjöar som på våren ofta svämmade över det omkringliggande odlingslandskapet. I samband med Hjälmarsänkningen på 1870- och 1880-talen beslutade man därför att även sänka vattenståndet på Kvismaresjöarna.
Genom att kanalisera Täljeån från Almbro till Segersjö, vid åns mynning i Hjälmaren, sänktes vattenståndet i de båda sjöarna med 146 centimeter. Täljeån kallades därefter i detta område för Kvismare kanal.
Eftersom Kvismaresjöarna endast hade haft ett djup på två meter innebar detta att sjöarna nästan försvann och ersattes av sankmarker. Den torrlagda åkerjorden sjönk också så småningom ihop och kom att ligga sju decimeter lägre än direkt efter sänkningen. Detta ledde till nya översvämningar.
År 1953 rensades Kvismare kanal upp. Man byggde även en skyddsvall utmed Östra Kvismarens norra sida. Denna kompletterades 1959 och 1960 med en sydlig vall utmed Kvismare kanals norra kant. Därvid återuppstod delvis Östra Kvismaren som Fågelsjön.
År 1972 vallade man även ett område i Löten i den forna Västra Kvismaren. Detta område utvidgades ytterligare år 1982, och därmed kunde Rysjön uppstå.